# Stor huvmossa
Stor huvmossa (Physcomitrium pyriforme) är en bladmossart som beskrevs av Georg Ernst Ludwig Hampe 1837. Stor huvmossa ingår i släktet huvmossor, och familjen Funariaceae. Arten är reproducerande i Sverige. Inga underarter finns listade i Catalogue of Life.

## Bildgalleri

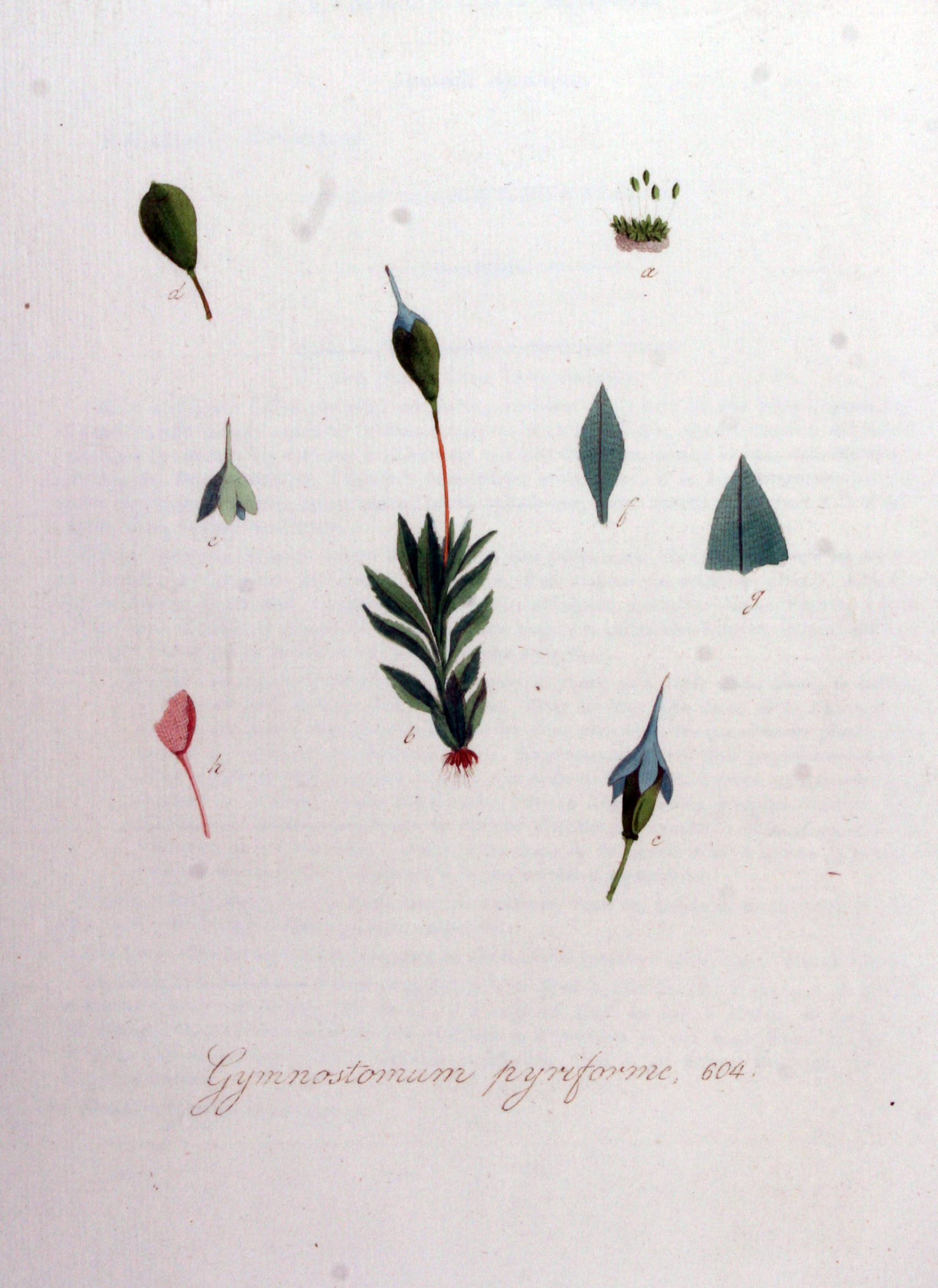